# NN-249
La carretera NN‑249 es una vía departamental secundaria localizada en el departamento de León, en el occidente de Nicaragua. Posee una longitud aproximada de 9.67 kilómetros y conecta la comunidad de La Ceiba con El Limón, sirviendo como vía de acceso rural para las zonas agrícolas de la región.

## Trazado y cruces
La siguiente tabla muestra su recorrido, localidades y principales conexiones:
| km   | Localidad                  | Departamento | Conexión / Ruta |
| ---- | -------------------------- | ------------ | --------------- |
| 0.0  | La Ceiba                   | León         |                 |
| 4.2  | Comunidad rural intermedia | León         |                 |
| 9.67 | El Limón                   | León         |                 |

## Coordenadas
Un tramo de la NN‑249 puede encontrarse cerca de El Limón con coordenadas aproximadas: 12°29′13″N 86°57′02″O / 12.4870, -86.9505